# 太平洋国际学会
太平洋国际学会（簡稱IPR，1925年－1931年初译作“太平洋国交讨论会”、“太平洋国际协会”）是一个国际非政府组织，讨论太平洋国家间的问题。学会的国际秘书处（International Secretariat）由专业人士组成，负责向太平洋理事会（Pacific Council）提出政策建议，并管理国际议程。不同国家的学会负责国家级、地区级与本地议程。大部分会员是各自国家学界、商界的菁英分子。资金来自商界与慈善，特别是洛克菲勒基金會。鼎盛时在美国、加拿大、日本、中国、菲律宾、苏联、澳大利亚、新西兰、英国、法国、荷兰、印度、巴基斯坦、印尼设有14个分会。总部最初设在火奴鲁鲁，1934年迁到纽约与美国分会合并。
太平洋国际学会受威尔逊主义影响而成立，这是一种第一次世界大战后美国要在世界承担列强的责任、自由主义要在世界各地推进的思潮。为提升对各种问题的认识，太平洋国际学会资助了各种会议、研究项目、出版物。1932年开始出版季刊《太平洋事务》，主编欧文·拉铁摩尔。二战后，冷战肇始，美国国会的非美活动听证会认为，太平洋国际学会被共产党渗透，并且失去了免税的待遇。许多太平洋国际学会成员具有自由左翼趋向，是1930年代典型的国际主义者；大约10名成员被证明是共产党员；其他成员同情苏联，领导层的反帝论调、憎恶殖民强权。但更为戏剧性的是1952年美国参议院司法委员会指控太平洋国际学会应该为失去中国承担责任。

## 历史
太平洋国际学会是在纽约与夏威夷共同发起成立。爱德华·卡德在一战后在纽约参加了一个自由主义新教组织The Inquiry在上流社会组织会议、出版物，关注劳工、种族关系、商业道德、国际和平，成员包括约翰·戴维森·洛克菲勒三世、Abby Aldrich Rockefeller(罗德岛州国会参议员Nelson Wilmarth Aldrich的女儿）、Ray Lyman Wilbur博士（斯坦福大学校长）。Wilbur认为应成立一个致力于太平洋事务的组织，以填补东海岸外交政策群体对此的无知。与此同时，夏威夷当地以成立了一个团体致力于维护本地的商业利益。 《时代》杂志评论卡德、威尔伯（Wilbur）与《The Inquiry》是一个“奇怪的、杂色的组合”，“一小撮菁英与博学的冒险家”。卡德获得了洛克菲勒基金会、卡内基基金会的支持。
另一方面，檀香山基督教青年会1919年提议在檀香山举行环太平洋地区基督教青年会会议。1921年，这一提议发展为召集一次泛太平洋基督教青年会会议（Pan-Pacific Young Men’s Christian Association Conference）。1922年，在北京举行的世界基督教学生同盟大会上，上述提议得到了东亚各国基督教青年会的赞同。1923年5月，确定这一以基督教青年会事务为主题的会议将于1925年在檀香山举行。1924年在亚特兰大举行的筹备会议确定会议名称为“太平洋国民会议”（Conference on Problems of the Pacific Peoples），会期定在1925年7月1日至15日。用国际基督教青年会的人脉网络，在各个国家的学会、分会也组织起来。国际秘书处设在了火奴鲁鲁。 
1925年2月，在美国纽约召开的会议上，确定了“太平洋国民会议”发展成一个以“发现与收集事实”为目的的永久组织的计划。随后，夏威夷的委员会认可了这一计划，并将会议更名为“太平洋国际学会”（Institute of Pacific Relations）。

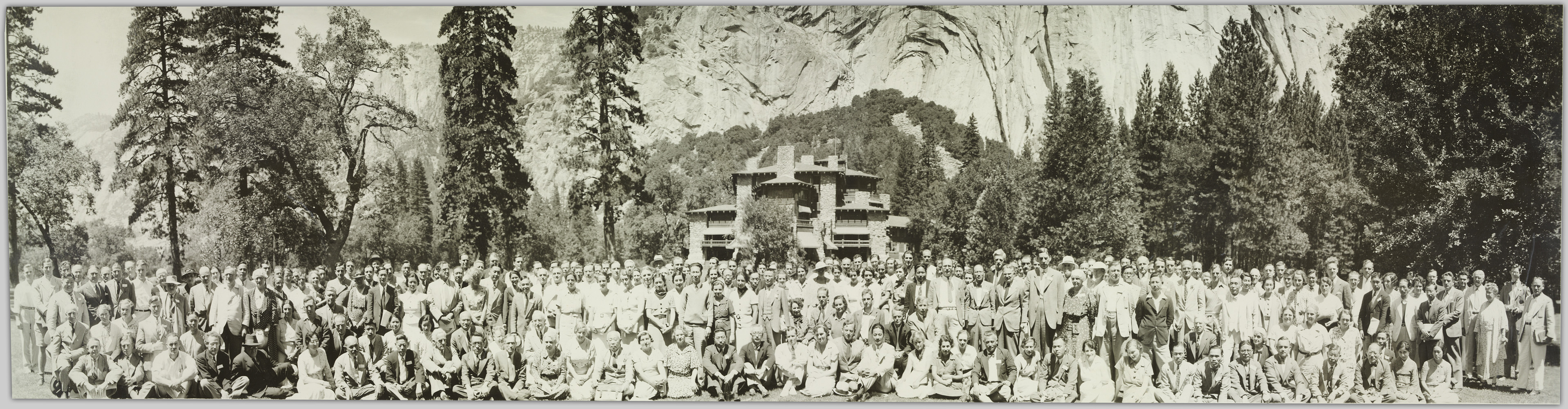
1936年第六届太平洋国际学会双年会参加者合影

第一届大会于1925年7月1日至15日在火奴鲁鲁普那厚中学（Punahou School）召开。来自九个国家或地区的109名代表出席了会议。其中美国代表27人、澳大利亚6人、加拿大6人、中国12人、日本19人、朝鲜6人、新西兰11人、菲律宾3人、东道主夏威夷16人，另有3人来自其他国家。其他与会者还包括准代表32人，秘书处成员6人。36次圆桌会议中有17次讨论美国1924年通过的排外法案与移民问题；文化接触（包括教育和宗教）7次；工业和外资6次；中国的对外关系4次；太平洋地区的外交关系2次。会议通过了《太平洋国际学会章程》规定：“太平洋国交讨论会系由关心太平洋各国邦交大势之男女人士组织而成。其集会及一切活动，并非代表任何国之政府或其它法团，完全系个人自由的行动，意在促进沿太平洋各民族之福利与安宁也。”学会总干事梅勒(Merle Davis)。
1927年7月15日至29日第二届大会也在火奴鲁鲁召开。由于正值反对英帝国主义影响的直系军阀吴佩孚、孙传芳的北伐战争与中国大革命轰轰烈烈的高潮，英、美两国的会员临时把议程重点改为中国的国内政治问题与民族主义高涨问题，总共29次圆桌会议中有12次是讨论中国的对外关系，特别是中英关系的；此外文化问题5次，工业与外资问题3次，移民、种族与食品问题8次，太平洋托管地1次。此后“中国问题”长期成为太平洋国际学会的双年会讨论的中心议题。
第三届大会1929年10月28日至11月9日在京都召开。时值中东路事件最高潮，全部42次小组讨论中有21次是讨论满洲问题。
第四届大会1931年在杭州/上海召开。“九一八”事变爆发，日本反对在杭州召开。经过中、日、总会协商，1931年10月21日至11月4日会议最终在上海公共租界静安寺路万国体育会馆举行,出席代表包括9个国家的131人。胡适为第四届太平洋国际学会年会主席。
第五届大会1933年8月14日至28日在班夫召开，尽量避免讨论中日问题，实际讨论的问题限于“太平洋之海上军备”、“税则与贸易之限制”、“菲律宾独立问题”及“美国禁止东方人入境法”等次要话题。
第六届大会1936年8月15日至8月29日在约塞米蒂国家公园（当时译作玉斯美公园）召开。苏联首次派代表出席了会议。
第七届大会1939年1月18日至12月2日在弗吉尼亚比奇召开。每届大会出版背景论文与圆桌会议讨论称为“太平洋问题”（Problems of the Pacific）。
1932年，太平洋国际学会决定把它的公报扩展为一个全功能的学术杂志，《太平洋事务》。東方學、中国内陆边疆研究学者欧文·拉铁摩尔为主编。
美国分会负责人爱德华·卡德1933年成为太平洋国际学会秘书长。1934年他成功把太平洋国际学会总部从火奴鲁鲁迁到纽约。从1928年起他的首席助理弗雷德里克·范德比尔德·菲尔德一直为其工作到1940年，此人在麦卡锡主义猖狂时期被当作共产党同情人而饱受司法过程折腾。
爱德华·卡德领导下，学会致力于几个领域，如公众意见被告知、课程被深化，在关于亚洲的各个领域颁发学术奖。随后的十年，太平洋国际学会的徽记出现在数百本书籍上，以及中国、日本、东南亚的大部分重要学术奖项。著名的中国朝代历史项目（Chinese Dynastic History Project），由德裔美籍犹太人汉学家魏復古牵头开始翻译、评注《二十四史》。
太平洋国际学会要包含太平洋所有国家，包括殖民地，如菲律宾、朝鲜，但荷属东印度殖民当局禁止起属民参加。还包括了苏联。随着中日外交磨擦日趋激烈，太平洋国际学会也越来越政治化。1931年日本侵占中国东北，迫使太平洋国际学会的双年后从杭州移到上海租界静安寺路万国体育会馆继续召开。
由于苏联长期与日本敌对，并且是个马克思主义革命政权，苏联参与太平洋国际学会导致许多问题与争议。魏復古等人使用马克思主义分析方法，被认为是理解中国历史与现实的强有力工具，但斯大林的兴趣不是止步于讨论与理论。爱德华·卡德同情苏联，导致他为斯大林的肃反与审判辩护，虽然太平洋国际学会出版物同时表现出拥护与批判苏联政策。
太平洋国际学会也赞助了关于亚洲历史与社会的其他重要学术探索。理查德·亨利·陶尼关于1931年大会的长篇备忘录被出版，作为他的《中国的土地与劳动》（Land and Labor in China）。冀朝鼎在哥伦比亚大学攻读经济学博士学位时撰写的博士论文《中国历史上的基本经济区》1936年以专著形式在英国伦敦出版。欧文·拉铁摩尔与魏復古使用折衷了阿诺尔德·汤因比、埃尔斯沃思·亨廷顿与马克思的方法合作研究中国社会史。 
第二次世界大战中， 太平洋国际学会组织了两次大会，1942年12月4日至12月14日在蒙特屈布兰 (魁北克),1945年1月6日至1月17日在弗吉尼亚温泉。 这些会议的非官方性质意味着官员与有影响力的领导者可在这个表面上私人空间参与争鸣，“这给了太平洋国际学会超越它实际地位的状态”。:212殖民议题、经济议题、战后世界安排是主要辩论的领域。美国人要求欧洲的殖民地市场向美国货物开发，废除特惠关税（preference tariff），然而英国对美国经济可能引起“可能的冲击”表示关切。:541 另一个事例是印度明星外交家，尼赫鲁家族的维贾雅·拉克什米·潘迪特断言亚洲的冲突是一场种族战争，而其他亚洲与会者警告对日本处置太严厉会导致反西方情绪在远东蔓延。在圆桌会议上，对英国能否遵循大西洋宪章有批评与怀疑。英国指出这是超越现实的空想，即使在推动这些目标的美国在其国内也有很多相违背的问题。国际秘书处那些怀疑与批评英国的人称印度代表比英国代表更英国化。美国人反复坚持他们投入战争并不是为了重建大英帝国；英国回复说他们不愿被从演进（evolution）推挤到革命而且美国应该好好处理自己的黑人问题。这些会议的积极方面，关注了战后日本社会政治发展，特别是天皇帝制是否废除。爱德华·卡德总结了英美立场差别与担心：“继续帝制对世界和平是个威胁”，但另一方面，担心反殖民主义带来的混乱。一些人由于欧洲的学会的压力，建议爱德华·卡德在1945年之后辞去总干事职务。:3691946年威廉·L·霍兰德继任总干事。
战后，太平洋国际学会承受了尖锐猛烈的亲共指控。最初是学会中的异议分子、亲蒋、坚定反共的亚洲纺织品进口大亨阿尔弗雷德·柯尔伯格于1945年10月撰文《欧文·拉铁摩尔：“专家”的“专家”》（Owen Lattimore: Expert's Expert），指控拉铁摩尔是“苏联的崇拜者”，“影响或试图影响美国的舆论以颠覆蒋介石的国民党统治，为共产党获得胜利提供便利”；还指控太平洋国际学会充斥着共产党同情者，学会与《太平洋事务》都是“左翼分子的堡垒，替共产党做颠覆活动”，特别是弗雷德里克·范德比尔德·菲尔德。阿尔弗雷德·柯尔伯格写了一个80页报告公开散发，发动了针对学会的公开战役。
美英破译苏联无线电密码的维诺那计划导致学会与有着密切关系的《美亚杂志》被进一步怀疑。二者在同一栋楼里办公，杂志编委会的很多人是学会成员或雇员。FBI一份评述发现大约115人向两个机构都投过稿。《美亚杂志》被立案调查，当战略情报局一份机密报告被该杂志公开发表。FBI为此逮捕了《美亚杂志》的六人。反对美国支持蒋介石政权的民主远东政策委员会也在这栋楼里办公。
学会成员中被指控为共产党员或与苏联情报机构合作的有：Kathleen Barnes、Hilda Austern、Elsie Fairfax-Cholmely、冀朝鼎、Guenter Stein、Harriet Levine、耿丽淑、陈翰笙（佐爾格的东京-上海情报网成员）、经济学家迈克·格林伯格（1945年叛逃变节的伊丽莎白·本特利指控)、毕恩来，以及1945年《美亚杂志》案被FBI逮捕的六人中的Kate Mitchell与记者Andrew Roth。:147–59
1947年在英国艾汶河畔斯特拉福特镇（Stratford-upon-Avon）召开的第十次太平洋国际学会双年会上，中国也只有少数几个人参加了会议。
中国共产革命成功后，对太平洋国际学会的批评越发尖锐。学会的抨击者认为学会应为失去中国给共产主义承担责任。
五十年代初期，太平洋国际学会经历了美国参议院国内安全小组委员会（麦卡兰委员会）漫长的司法调查。太平洋国际学会的学者被控关于共产主义、中国共产力量、斯大林体制的苏联发表了幼稚的研究结果。 威斯康星州国会参议员约瑟夫·雷芒德·麦卡锡批评太平洋国际学会及其前主席菲力普·傑賽普，指控弗雷德里克·范德比尔德·菲尔德、毕恩来、欧文·拉铁摩尔在学会积极活动以把美国的对华政策转向到支持中共。1952年美国参议院国内安全小组委员会在参议员派特·麦卡兰领导下，用时一年，收集审查了来自太平洋国际学会及其成员的超过2万分卷宗证据，得出的最总报告称：
太平洋国际学会自身就像一种特殊的政治捕蝇纸对共产分子有特别的吸引力...太平洋国际学会已经被美国共产党与苏联官员考虑作为共产政策、宣传、军事情报的工具。太平洋国际学会散布并力图传播假消息包括那些产生自苏联与共产分子源头的信息.... 太平洋国际学会是一个载体用于扭转美国的东方政策朝向共产分子的目标。:223–225
伊丽莎白·本特利指证苏联内务人民委员部间谍头子雅可布·科洛斯警告她远离太平洋国际学会因为它“像玫瑰一样红，你不应用一个10英尺的杆子碰它”。路易斯·F·比登兹，一位已经变节反共的美共《工人日报》前编辑，指证亲共的國際出版商公司老板亚历山大·特拉亨伯格曾告诉他，共产党领导曾对特拉亨伯格说太平洋国际学会是“共产分子特别集中的地方；即使没有这么多共产分子在那里也能继续保持对它的控制。”1951年，路易斯·F·比登兹还在参议员派特·麦卡兰为主席的美国参议院国内安全小组委员会听证会上指证欧文·拉铁摩尔既是苏联间谍同时还是秘密共产党员。
1955年太平洋国际学会失去了作为教育机构的税务豁免状态。国内税务署声称太平洋国际学会散播自相矛盾的、党派性的宣传，试图影响政府政策与观念。在总干事威廉·L·霍兰德领导下，太平洋国际学会坚持漫长法律过程试图重获税务豁免地位，一直坚持到1959年。法庭最后判决否定了国内税务署的所有指控。
在五十年代中期，太平洋国际学会面临其他挑战：美国名牌大学获得了大量资金资助的亚洲研究中心，如哈弗、耶鲁、伯克利、密执安、哥伦比亚等大学。这些大学研究中心的崛起使得另类的太平洋国际学会被边缘化。以前资助太平洋国际学会的大型基金会转向资助这些大学研究中心。:65–70学术贡献者也逐渐被日益崛起的亚洲研究协会吸引走。:70–75
1960年12月太平洋国际学会理事会正式宣布解散学会。《太平洋事务》杂志移交给温哥华的不列颠哥伦比亚大学继续出版。2个月后，美国分会理事会也宣布解散。
几年后，两个后继组织成立：各国商业领袖组成的太平洋盆地经济理事会，更为学术的太平洋贸易与发展会议 (PAFTAD)。

## 中国太平洋国际学会
中国太平洋国际学会（China Institute of Pacific Relations）是太平洋国际学会在中国的分会。宗旨是：“研究太平洋国际问题，努力国民外交，增进各民族间友谊及谅解。”会址设在上海敏体尼荫路123号。从1925年参与发起创立太平洋国际学会，到1950年宣布退出太平洋国际学会，共计25年。
太平洋国际学会最初是由各国的基督教青年会推动创立。1925年1月中华基督教青年会总干事余日章号召中国的基督徒以国民身份积极从事国民外交活动，以增进国际间之善意与种族间的谅解。1925年2月，中华基督教青年会总干事余日章、会长朱成章在上海召集江苏省教育会、基督教青年会全国协会、上海总商会、上海妇女会、上海妇女节制会、上海新闻记者联欢会等各团体，在上海总商会召开了“联太平洋会议筹备会”。各团体推选委员30余人，组成太平洋国际学会中国筹备委员会。又推选执行委员7人：余日章（主任）、赵晋卿（副主任）、黄任之（副主任）、方椒伯（司库）、许建屏（书记）、唐俞庆棠和朱经农。1925年2月底到3月初举行的筹备会执行委员会会议上，“联太平洋会议”被改为“太平洋国民会议”。中国出席第一届会议的11名代表：
- 张履鳌 律师，汉口特别区（原德租界）公署法律顾问，湖北省敌产没收与战俘遣返事务所法律顾问，武汉基督教青年会会长
- 黄宪昭 路透社香港分社主任
- 温世珍 前江苏特派交涉员及上海海关监督
- 陈达 清华学校教授
- 罗有节 广州基督教女青年会干事、私立真光女子中学校长
- 王季玉 苏州振华女学校教务主任
- 顾子仁 上海世界基督教学生同盟干事
- 欧阳心农 上海经济讨论处秘书
- 陈立廷 上海中华基督教青年会全国协会干事
- 晏阳初 北京全国平民教育促进会总干事
- 林国芳 檀香山基督教青年会干事

1928年中国太平洋国际学会理事会改组，分设高级委员会和全国委员会，仍由中华基督教青年会控制。1931年中国太平洋国际学会理事会由胡适任总干事，受自由主义知识分子控制。
随着美国国内对太平洋国际学会媚共指控的升级，1950年9月18日胡适在致太平洋国际学会理事会主席吉尔克莱斯特（Huntington Gilchrist）的一封信中正式宣布中国太平洋国际学会决定解散。